# This War of Mine
(Tagline del gioco)
This War of Mine è un videogioco di guerra di sopravvivenza gestionale sviluppato da 11 bit studios storicamente  basato sull'assedio di Sarajevo.

## Modalità di gioco
This War of Mine è un gioco di sopravvivenza in due dimensioni a scorrimento laterale dove il giocatore controlla un gruppo di civili che tentano di sopravvivere durante l'assedio di una città fittizia che ricorda Sarajevo. L'obiettivo principale del gioco è quello di sopravvivere alla guerra con gli strumenti e i materiali che il giocatore può raccogliere controllando i personaggi del gioco. Il gioco si divide in diverse giornate, ognuna scandita in due diverse fasi, chiamate Giorno e Notte. La fase del Giorno si svolge all'interno della casa diroccata dove i protagonisti del gioco trovano rifugio all'inizio della partita. Durante questa fase bisognerà gestire i bisogni di ogni personaggio e apportare migliorie alla casa che permetteranno di produrre nuovi oggetti partendo da materiali grezzi, cucinare il cibo o scaldare la casa per proteggerla dai rigori dell'inverno. Durante questa fase sarà talvolta possibile interagire con altri personaggi che ci chiederanno aiuto o proporranno di barattare materiale utile con noi.
La fase della Notte, invece, vede protagonista uno dei nostri personaggi a nostra scelta che andrà ad esplorare luoghi nelle vicinanze per procurarsi i materiali necessari alla sopravvivenza del gruppo. Durante queste esplorazioni sarà possibile incontrare altri personaggi, più o meno amichevoli, che potrebbero aiutare o attaccare il membro del nostro gruppo.
All'inizio di ogni partita, il gruppo di sopravvissuti sarà generato casualmente da una lista di una dozzina di personaggi pregenerati, ognuno con abilità peculiari, caratteri, dipendenze da sostanze e storie diverse. È anche possibile creare dei personaggi assegnando a loro un nome a scelta e assegnando loro un'abilità fra le tante esistenti. È possibile che i personaggi all'inizio della partita siano malati, anche questo in maniera casuale. Le location della fase Notte appaiono anche queste in ordine casuale e possono essere diverse in base al momento della partita in cui vengono visitate.

## Sviluppo
Il gioco è ispirato da eventi, veramente accaduti, delle quotidiane condizioni meschine e le atrocità che i civili hanno sopportato durante l'Assedio di Sarajevo, l'assedio di città più lungo nella storia della guerra moderna. Nel novembre del 2014 sono state sviluppate copie piratate del gioco disponibili online. La reazione della compagnia è stata quella di postare numeri seriali funzionanti nei commenti, incoraggiando gli scaricatori del gioco a condividerlo con gli amici e comprare il gioco se la loro situazione finanziaria lo avesse permesso.

## Accoglienza
Il guadagno delle vendite ha permesso alla società di recuperare il costo di sviluppo del gioco nei primi due giorni di vendita.

## Gioco da tavolo
Nel 2017 è stato pubblicato This War of Mine: The Boardgame, un gioco da tavolo basato sul videogioco, dopo una riuscita campagna su Kickstarter. La campagna è stata realizzata dalla Awaken Games che ha pubblicato il gioco in inglese, localizzandolo anche in altre lingue (polacco, tedesco, francese, spagnolo ed italiano), il regolamento è stato realizzato da Michal Oracz e Jakub Wiśniewski. Il gioco è stato pubblicato in italiano nell'ottobre 2017 dal Pendragon Game Studio con il titolo This War of Mine: il gioco da tavolo.
Il gioco è di tipo collaborativo e permette di giocare fino a 6 giocatori, ma è anche possibile giocarlo in solitario; segue fedelmente le situazioni del videogioco. Il gioco è diviso in 7 sottofasi, le quali vanno a ricreare i momenti del giorno e della notte.
I giocatori non controllano un personaggio, ma a rotazione assumono il ruolo di leader del gruppo, il quale ha il potere di prendere le decisioni su cosa fare in quel momento. La posizione di leader non dura molto, anzi gira molte volte nel corso di un singolo turno, arrivando a cambiare anche ad ogni carta pescata o azione effettuata in alcune sottofasi. Sebbene sia il leader a dover scegliere cosa fare, il rapido e continuo cambio di potere fa sì che anche chi non è attivo partecipi alle discussioni, alle strategie e alle scelte che vengono prese, azzerando quindi i tempi morti ed evitando il problema del giocatore dominante (ovvero un giocatore che, vuoi per attitudine personale, vuoi perché conosce meglio il gioco, vuoi per entrambe le cose, tende ad imporre, a volte anche con una certa energia, il proprio gioco agli altri).